# Яснинське сільське поселення
Я́снинське сільське поселення (рос. Яснинское сельское поселение) — сільське поселення у складі Олов'яннинського району Забайкальського краю Росії.
Адміністративний центр та єдиний населений пункт — селище Ясна.

## Населення
Населення сільського поселення становить 7761 особа (2019; 7785 у 2010, 7516 у 2002).